# رینبو (اورگن)
رینبو (به انگلیسی: Rainbow) یک منطقهٔ مسکونی در ایالات متحده آمریکا است که در شهرستان لین، اورگن واقع شده‌است. رینبو ۳۶۹٫۱۲ متر بالاتر از سطح دریا واقع شده‌است.